# Lill-Baksjön (Åsele socken, Lappland)
Lill-Baksjön är en sjö i Åsele kommun i Lappland och ingår i Gideälvens huvudavrinningsområde. Sjön har en area på 0,107 kvadratkilometer och ligger 342,2 meter över havet. Sjön avvattnas av vattendraget Baksjöbäcken. Vid provfiske har bland annat abborre, braxen, gädda och id fångats i sjön.

## Delavrinningsområde
Lill-Baksjön ingår i det delavrinningsområde (712083-159248) som SMHI kallar för Utloppet av Lill-Baksjön. Medelhöjden är 399 meter över havet och ytan är 1,79 kvadratkilometer. Räknas de 8 avrinningsområdena uppströms in blir den ackumulerade arean 60,9 kvadratkilometer. Baksjöbäcken som avvattnar avrinningsområdet har biflödesordning 3, vilket innebär att vattnet flödar genom totalt 3 vattendrag innan det når havet efter 180 kilometer. Avrinningsområdet består mestadels av skog (91 procent). Avrinningsområdet har 0,11 kvadratkilometer vattenytor vilket ger det en sjöprocent på 6 procent.

## Fisk
Vid provfiske har följande fisk fångats i sjön:
- Abborre
- Braxen
- Gädda
- Id
- Löja
- Mört
- Sik
- Stensimpa